# 奥地利国家条约
《奥地利国家条约》（Austrian State Treaty），又称《奥地利復國条约》（Austrian Independence Treaty），全称为《重建独立民主奥地利国家条约》（Treaty for the re-establishment of an independent and democratic Austria），旨在结束二战期间的德國统治及战后盟軍佔領時期，在奥地利重建一个主權獨立的國家。该条约于1955年5月15日在维也纳的贝维蒂宫签署，并于1955年7月27日生效。条约签署國除了奥地利外还有二战后占领奥地利的四个同盟國，分别为美国、英国、法国、苏联。

## 条约结构
《奥地利国家条约》由序言和9部分组成：
- 政治及领土的规定
- 军事和关于空中交通的规定
- 战争赔款
- 四国占领军撤出奥地利
- 国家财产、国家权力和国家利益
- 经济联系
- 关于发生国际争端的规定
- 经济方面的规定
- 最后总结

重點
条约第4款关于缔约方面的限制：奥地利永远不能像以前那样同德国缔结任何形式的政治和经济同盟。

除了条约一般规定和对于国家承认之条款外，第7款又额外规定了在奥地利居住的克罗地亚和斯洛文尼亚少数民族的权利，但是此条款到如今也没有得到完全贯彻和实施。

第9款中规定奥地利解散所有纳粹党组织，并且不允许在法律上重新認同纳粹和法西斯组织。

1919年的哈布斯堡王朝的法典仍得以继续实施。奥地利签署条约在6个月内向苏联支付大约1亿5千万美元的战争赔款，并冻结由奥地利进行管理的德国人的财产。联军保证从奥地利撤军。

因此奥地利郑重声明，在签署国家条约后自愿成为永久中立国。此声明不是国家条约之一部分，但是是紧密相连之談判條件。

## 国家条约产生
莫斯科宣言

1943年11月1日，美国、苏联和英国三国外长在莫斯科签署宣言，一方面他们声称：“奥地利，一个自由的国家，典型的希特勒侵略政策的牺牲品应该从法西斯德国的统治之下解放出来，”并且“法西斯德国在1938年3月15日对奥地利的占领应该被看作是无效”。另一方面他们又声称：“奥地利必须清楚地记住，它作为一个国家在战争中同纳粹德国站在了一条战线上的行为要负责，不能逃避”。

## 条约谈判
在四国占领军的监督下，1947年1月战后第一届民选政府在伦敦试图同四国占领军交涉签署一个和平条约。从1947年3月谈判转到了莫斯科。奥地利谈判代表中以列奥波德·菲格尔和尤利乌斯·拉布领导的奥地利人民党完全同意了苏联提出的要求，但是奥地利社会党的代表却同奥地利共产党人保持一定距离，并不想完全无条件接受苏联的条件。正是由于布鲁诺·克莱斯基（当时外交部的国务秘书）代表社会民主党，最终成功的是党内同僚们相信了正是因为该党的反苏联的态度阻止了谈判的进程。
在《奥地利国家条约》的谈判中出现的问题是南斯拉夫联邦人民共和国对奥地利克恩滕州提出的领土要求。由于斯大林和铁托在1949年的冲突，使得此领土要求对苏联来讲变得不是很重要了，所以当时的边界并没有得以改变。而一戰後，奧匈帝國割予意大利之南蒂罗尔亦無易手。
谈判中最重要的议题是德国在奥地利的财产的问题。这包括了在德、奥1938年3月签署条约前德国公民所有的土地拥有权，还包括在德奥条约签署后从德国转移到奥地利的财产和由德国资本在奥地利建立的所有工业设施，以及德国人在1938年至1945年之间在奥地利所获得的所有财产（其中并不包括强迫购买和掠夺）。在苏占区内几乎全部的炼油工业，多瑙河船运公司和一系列的工业企业（大约有300家）全部作为德国的财产加以没收，交给了当时成立的苏联在奥地利财产管理委员会同意进行管理。
在政治方面，因为苏联要求連綁同奥地利进行的谈判同德国与盟军进行的缔约谈判，阻止达成一个让各方满意的协议。由于冷战加剧，使得签署国家条约变得越来越渺茫。
当艾森豪威尔接替杜鲁门成为美国总统后，再加上1953年斯大林去世，使得谈判气氛得以缓和。在尤利乌斯·拉贝同年成为奥地利联邦总理后，奥地利方面的谈判风格也为之一变。
奥地利于1954年1月25日至2月28日参加了在柏林举行的外长会议。苏联人继续坚持必须在满足一个前提条件后才能签署条约。此条件就是苏联军队在同德国签署了和平条约之后再由奥地利撤军。西方不同意此条件，奥地利也反对。作为另一个条件，苏联外长莫洛托夫提出奥地利必须成为一个中立国。西方担心他们在意大利的驻军会因为中立的瑞士和奥地利同他们在欧洲其他地区的驻军完全分割开来。以瑞士为榜样，奥地利同样成为一个中立国早在1945年至1950年由战后奥地利第一位民选总统卡尔·莱纳所提出，并得到了党内支持。
莫斯科备忘录
当西德1954年加入北约后，关于奥地利完全主权的谈判继续在莫斯科进行。1955年3月奥地利政府代表团应苏联政府马林科夫的邀请下抵达莫斯科。代表团成员包括副总理阿道夫·希弗（Adorf Schärf）-奥地利社会民主党成员，外长列奥波德·菲格尔:奥地利人民党成员，国务秘书布鲁诺·克莱斯基，奥地利社会民主党，谈判代表为联邦总理尤利乌斯·拉贝-奥地利人民党成员。
4月12日的会谈取得了重大突破，这被认为是奥地利永久中立的诞生日。苏联要求中立必须写进国家条约，他们认为永久中立是奥地利重新获得主权的先提条件。但是奥地利代表试图让对方相信只有一个主权国家才能决定一个具有法律效力的中立。最终谈判达成了一个结果：关于中立的法律应该由一个自由的独立的奥地利来颁布。在最终文件中，即莫斯科备忘录中规定奥地利将成为一个中立的国家，四个二战的战胜国将保证奥地利的领土和主权不被侵犯和损害。当1955年4月15日尤利乌斯·拉贝回到奥地利的巴特弗斯劳机场时宣称：“奥地利将要自由了”。

## 条约签订
正式签署《奥地利国家条约》当日，外长菲格尔仍然在维也纳进行最后的磋商，试图将有关奥地利在二战中的共同责任从条约的序言中删掉。
1955年3月15日，关于战后重建一个独立的民主的奥地利的国家条约最终在维也纳的贝维蒂宫的大理石厅签署。签字后菲格尔由衷地说出了：“奥地利自由了”这句在奥地利近代政治史上最著名的一句话。
他说此句话之時是在大理石厅，而不是像有些人宣称的是在阳台上。
《奥地利国家条约》的签署方为：
1. 莫洛托夫 （苏联外长）
2. 伊利乔夫 （苏联代表团高级专员和驻奥地利代表）
3. 麥美倫（英国外长）
4. 瓦灵格（英语：Geoffrey Wallinger）（英国代表团高级专员和驻奥地利大使）
5. 杜勒斯（美国国务卿）
6. 小汤姆逊（美国代表团高级专员和驻奥地利大使）
7. 安托万·比内（法国外长）
8. 拉罗艾（法国代表团高级专员和驻奥地利代表）
9. 菲格尔（奥地利外长）

《奥地利国家条约》于同年6月7日由议会批准。
四国占领军以为要驻扎很长的时间，所以他们各自的军营里建立了许多家属区，比如在萨尔茨堡的美军罗德军营可容纳一万人。1955年9月最后的一名苏军士兵撤离了奥地利，10月25日西方盟军也撤出了奥地利。
在1955年10月26日最后一名占领军士兵撤出奥地利时，奧地利國會通過中立宣言，並寫進聯邦憲法。声明中规定奥地利不会加入任何军事联盟，不允许外国在其领土上建立军事基地，奥地利将使用一切手段来维护本国的独立。从1965年后，每年10月26日成为了奥地利國慶日。1955年12月14日奥地利加入了联合国。
签订了国家条约的奥地利成为了欧洲国家中从1945年至1989年第一个通过和平缔结条约的方式从占领军的手中解放出来的国家。在冷战时期，对国家条约中关于缔结条约的条款和此外的永久中立的解释不允许奥地利加入欧洲经济共同体。奧地利至今非北約成員。
1959年奥地利加入了欧洲贸易联合会，但是此组织由挪威、瑞典、丹麦、英国、葡萄牙和瑞士所建立。直到1995年奥地利成为了欧盟成员国。
在2005年的周年庆典中，《奥地利国家条约》的证明文书的原件第一次从莫斯科外交部的档案馆运到了下奥地利州的莎拉城堡和维也纳的贝维蒂尔宫向公众公开展览。

## 考慮放棄條約
2022年開始以來的俄烏戰爭，引發歐洲各國的安全疑慮，也讓奧地利有意放棄1955年以來的中立國地位，奧地利總理克里斯蒂安·施托克爾表示奧地利將揚棄裁軍夢想，未來7年奧地利軍事預算將增加一倍，奧地利外交部部長貝婭特·邁因爾-賴辛格也表示應討論是否加入北大西洋公約組織。

## 參閲
- 奧地利國籍法(Austrian nationality law)

## 外部連結
- Full Text of the Treaty
- www.staatsvertrag.at （页面存档备份，存于） - an acoustic web exhibition on the "Austrian Independence Treaty" （德語）
- Federal Chancellor Leopold Figl exhibits the freshly signed State Treaty document to the waiting crowd (Video) （页面存档备份，存于） （德語）
- Austria is free （德語）
- Website of the 2005 Jubilee Year
- Counter-website to the 2005 national celebrations （页面存档备份，存于） （德語）